# Támara de Campos
Támara de Campos település Spanyolországban, Palencia tartományban. Támara de Campos Frómista, Santoyo, Astudillo, Amusco és Piña de Campos községekkel határos. Lakosainak száma 74 fő (2024).

## Népesség
A település népessége az elmúlt években az alábbi módon változott:
| Lakosok száma | 93   | 93   | 89   | 93   | 88   | 74   | 71   | 67   | 73   | 74   |
|               | 2001 | 2004 | 2007 | 2009 | 2012 | 2014 | 2017 | 2019 | 2022 | 2024 |